# エクアドル関係記事の一覧
エクアドル関係記事の一覧（エクアドルかんけいきじのいちらん）は、エクアドルに関する記事の一覧。
- エクアドルの人物についてはエクアドル人の一覧を参照

## あ行
- アンデス・スペイン語 - エクアドルなど中央アンデスで話されているスペイン語の方言
- イスパノアメリカ - スペイン語話者のいるアメリカ大陸各国家の総称
- インカ神話
- インカ帝国
- エクアトリアナ航空 - 2005年に廃業した航空会社
- エクアドリアン・ヘアレス・ドッグ - エクアドル原産の犬種
- エクアドル
- エクアドル人
- エクアドル沿岸警備隊 ⇒ エクアドル海軍#沿岸警備隊
- エクアドル・オープン - 庭球大会
- エクアドル海軍
  - エクアドル海軍艦艇一覧
- エクアドル共和国 ⇒ エクアドル
- エクアドル空軍
- エクアドルサッカー連盟
- エクアドル時間 - 標準時
- エクアドル地震 (2016年)
- エクアドルの教育
- エクアドルの行政区画
- エクアドルの空港の一覧
- エクアドルの軍事
- エクアドルの国章
- エクアドルの国歌 ⇒ 万歳、おお祖国よ
- エクアドルの国旗
- エクアドルの世界遺産
- エクアドルの大統領
- エクアドルの通貨 ⇒ アメリカ合衆国ドル
- エクアドルの都市の一覧
- エクアドルのピラミッド ⇒ ピラミッド・アイ・タブレット
- エクアドルの山の一覧
- エクアドルの歴史
- エクアドル美術
- エクアドル・ペルー戦争 (1941年-1942年)
- エクアドル陸軍
- エスタディオ・オリンピコ・アタウアルパ - 多目的スタジアム
- オリンピックのエクアドル選手団

## か行
- カニャーリ族（英語版） - 民族
- ガラパゴス県
- ガラパゴス諸島 - 世界遺産
- ガラパゴス時間（英語版） - ガラパゴス県で採用している標準時
- キト - エクアドルの首都
  - キトの市街 - 世界遺産
- 近代における世界の一体化#ラテンアメリカ諸国の独立
- グアヤキル - エクアドル最大の都市
- グアヤキル湾 - 太平洋に面した湾
- グアヤス川 - エクアドルの国章にも描かれている河川
- クエンカ (エクアドル) - 都市、世界遺産
- ケチュア - 民族
- ケチュア語族 - 言語
- コトパクシ山 - 火山
- コパ・アメリカ1993- サッカー大会。エクアドルで開催
- コンキスタドール - スペイン人征服者

## さ行
- サッカー南米選手権1947 - エクアドルで開催
- サンガイ国立公園 - 世界遺産
- スペインによるアメリカ大陸の植民地化#インカ帝国
- スペインによるインカ帝国の征服（英語版）
- セミナリオ公園 - グアヤキルにある公園
- セリエA (エクアドル) - サッカーの最上位リーグ
- 先コロンブス期#南アメリカ

## た行
- 大コロンビア
- タブロイド (映画) - 映画
- チンボラソ - 火山、エクアドルの最高峰
- チンボラソ高地ケチュア語
- デポルティーボ・キト - サッカークラブ
- トゥマコ地震 - 隣国コロンビアを震源としエクアドルでも被害あり
- トゥングラワ - 火山

## な行
- 南米サッカー連盟 - エクアドルも参加
- ヌエバ・グラナダ副王領

## は行
- バスケットボールエクアドル代表
- バルディビア文化（英語版） - 先コロンブス時代の文化
- バレーボールエクアドル男子代表
- 万歳、おお祖国よ - 国歌
- ヒバロ族 - 民族
- ピラミッド・アイ・タブレット - オーパーツ
- フランス科学アカデミーによる測地遠征 - 18世紀
  - 子午線弧#フランス科学アカデミー遠征隊のペルーとラップランドへの派遣

## ま行
- マンタ (エクアドル) - 都市
- マンタ空軍基地
- ミッター・デル・ムンド - 首都キトにある赤道記念碑
- 南アメリカのサッカー選手一覧#エクアドル
- メスティーソ - 民族
- モルモット - エクアドルでは食用となる南米原産の動物

## や行
- 野球エクアドル代表

## ら行
- リアンダー級フリゲート#エクアドル - 海軍の艦艇
- リベルタドーレス - ラテンアメリカ各国の独立戦争の指導者
- レバノン系エクアドル人
- ロモ・サルタード - エクアドルやペルーの料理
- ロンダドール - 木管楽器

## 記号・英数字
記号
- .ec - エクアドルの国別コードトップレベルドメイン

数字
- 1982年世界水泳選手権- エクアドルで開催
- 1995 FIFA U-17世界選手権- エクアドルで開催
- 2007 南米U-17選手権- エクアドルで開催
- 2010 スダメリカーノ・フェメニーノ- 女子サッカー大会。エクアドルで開催
- 2014 女子コパ・アメリカ- 女子サッカー大会。エクアドルで開催
- 2023年エクアドル総選挙 - エクアドルの大統領選挙
- 2023年-2024年エクアドル電力危機 - エクアドルの電力危機

A-Z
- CDエル・ナシオナル - サッカークラブ
- ISO 3166-2:EC - エクアドルの地方のコード
- LDUキト - サッカークラブ